# Izatha taingo
Izatha taingo (Maori name Pepepepe tāingo o Ngāti Kuri) là một loài bướm đêm thuộc họ Oecophoridae. Nó là loài đặc hữu của New Zealand, ở đó nó is only known from bán đảo Aupouri của Northland.
Sải cánh dài 18.5–22.5 mm đối với con đực và khoảng 16 mm đối với con cái. Con trưởng thành bay vào tháng 10, tháng 11 and tháng 12.